# 中國大鯢
中國大鯢（學名：Andrias davidianus）是大鯢屬的一種，俗名中國娃娃魚、娃娃魚、海狗魚，乃生活在淡水中的兩棲動物。目前世上最早的化石出土於中國内蒙古，距今约1.65億年，所以中國大鯢可被稱為活化石。1988年《中華人民共和國野生動物保護法》將之列為国家二级重点保护野生动物。

## 描述
中國大鯢是現存兩棲類當中，體型最大的一種，一般身長約60至70公分，體重約5至6公斤，大的可長達1.8公尺，重達30公斤。背呈棕褐色，有黑色斑塊，腹色較淡，頭扁寬，生有成對的疣突，頭的背面有極小的鼻孔和眼，口大，軀扁而粗壯，尾短而側扁，四肢很短，前肢4指，後肢5趾，趾間有蹼。
因叫聲像嬰兒啼哭，故又名「娃娃魚」，但實屬兩棲動物，並不屬於魚類。
另外中科院昆明動物所研究員車靜說，研究團隊與合作者們經過10年的考察和走訪，界定了陝西種、四川種、廣西種、貴州種和安徽種5個物種。其次，在養殖場種群中還意外發現了另外兩個獨特支系，加之記錄分佈於海拔4000米以上的青藏高原種群，推測中國大鯢可能包括8個物種。最終一項新研究確認中國大鯢其實分屬三個物種，其中較大的獲命名為華南大鯢。

## 生活情況
娃娃魚棲息在清澈、低溫的溪流或者天然溶洞中，牠們是肉食性動物，主要的食物為魚類和甲殼類動物，於夏天末期產卵，約2至4個星期即可孵化。
現時中國湖南、山西、陝西、廣東、廣西等地，都有人工馴養的娃娃魚分佈；野生則極為稀少，主要於長江、黃河及珠江流域海拔1500公尺以上支流被發現。

## 保育現狀
由於娃娃魚生存年代久遠，其肉被認為具有神奇的療效，因此價格昂貴，常遭人類捕捉來食用或觀賞，再加上生活環境遭受破壞，幾瀕臨滅絕。20世紀末期，台灣也曾盛行觀賞，大量從中國大陸走私，即使在野味盛行的年代（如1970-1980年代），被食用的多是蛇、野雞、山羌等，但並沒有普遍吃「娃娃魚」的風氣。
在IUCN紅色名錄內，娃娃魚被評定為極危物種，表示其野生種群所面臨滅絕的機會極高。目前野生種群主要面對濫捕的情況，棲息地的破壞也減少了它們的生活空間。

## 人工養殖
自1978年，陽愛生成功地實現了娃娃魚的人工繁殖，時至今日，中國人工繁殖娃娃魚的數量已至約10萬尾，並成立有湖南省大鯢保護與發展協會。有報導指人工馴養的娃娃魚，將能在兩年後成為普羅大眾的食品。野生的中国大鲵至少包括五个到八个不同物种，而养殖场相关业者不知道各地区大鲵物种的明显差异，无意间创造出了杂交品种，其對野外基因組成的適應，有令到多数大鲵物种灭绝的风险。
2009年，娃娃魚主要聚居地之一的張家界大鯢自然保護區，正擬提供娃娃魚給香港海洋公園作科普宣傳及科學研究之用。此前香港有兩條娃娃魚，屬1990年代末非法偷運入境，经香港漁護署搜出後交由嘉道理農場照料，2001年養於海洋公園至今。

## 爭議
有部分學界人士認為“娃娃魚叫聲疑似嬰兒”是謠言，可以發出這種聲音可能是吃東西吞嚥或從水下吐泡泡產生的聲音，這是因為娃娃魚沒有聲帶。